# ALGOL Bulletin
El ALGOL Bulletin (ISSN 0084-6198) es una publicación científica publicada por la Association for Computing Machinery relacionados con los lenguajes de programación ALGOL 60 y ALGOL 68, desde marzo de 1959 hasta agosto de 1988.

## Línea de tiempo del ALGOL Bulletin
| Año               | Evento                                                     | Contribuidor            |
| ----------------- | ---------------------------------------------------------- | ----------------------- |
| Marzo de 1959     | ALGOL Bulletin Issue 1 (Primero)                           | Peter Naur / ACM        |
| Diciembre de 1968 | Algol 68 Final Report, presentado en un congreso en Münich | IFIP Working Group 2.1  |
| Junio de 1977     | Strathclyde ALGOL 68, conferencia en Escocia               | ACM                     |
| Agosto de 1988    | ALGOL Bulletin Issue 52 (last)                             | Ed. C. H. Lindsey / ACM |